# Descurainia sophia
Descurainia sophia é uma espécie de planta com flor pertencente à família Brassicaceae. 
A autoridade científica da espécie é (L.) Webb ex Prantl, tendo sido publicada em Die Natürlichen Pflanzenfamilien 3(2[4]): 192. 1891.

## Portugal
Trata-se de uma espécie presente no território português, nomeadamente em Portugal Continental.
Em termos de naturalidade é nativa da região atrás indicada.

## Protecção
Não se encontra protegida por legislação portuguesa ou da Comunidade Europeia.